# Vardzia
Vardzia (en géorgien : ვარძია) est un ensemble monastique troglodytique du XIIe siècle, qui constitue un monument artistique culturel géorgien. Le site se situe au sud de la Géorgie, sur la montagne Erusheti à la rive gauche du fleuve Mtkvari et à trente kilomètres d'Aspindza. Ce chef-d’œuvre est entouré d'un réseau de forteresses, pour être utilisé, à cette époque, comme point d'appui en cas d'attaque par le sud.
Le site est proposé au patrimoine mondial de l'Unesco depuis 2007.

## Description
Les grottes s'étirent le long de la falaise sur environ cinq cents mètres et jusqu'à dix-neuf niveaux[réf. nécessaire]. Le site comportait plus de 3 000 grottes pouvant contenir 5 000 personnes à la fois[réf. nécessaire], reliées entre elles par un système complexe de tunnels. À l'origine, ce complexe fortifié comptait 360 pièces, une pour chaque jour de l'année[réf. nécessaire].
Le site est situé à une altitude de plus de 1 300 mètres.

## Étymologie populaire
Le roi Georges III et ses nobles étaient partis chasser avec la fille du roi, la petite Tamar future grande reine de la Géorgie. Une fois la chasse commencée, le roi et ses courtisans furent concentrés sur leurs affaires, tandis que la fille du roi s’aventurait tout en s'amusant vers les grottes. Georges III et sa compagnie n'entendaient plus la fillette, alors le roi tourmenté, et ses accompagnateurs, se mirent à sa recherche. Les chasseurs se précipitaient de gauche à droite pour la retrouver. « სად ხარ თამარ! », sad khar Tamar ! (en français : où es-tu Tamar !) s'écria un des chercheurs. Contente, la jeune Tamar perdue dans la grotte répondit joyeusement: « აქ ვარ ძია! », aq var dzia ! (en français : Je suis là mon oncle ! (en géorgien, oncle pouvant s'employer comme « monsieur » mais pour un enfant envers une personne plus âgée)). Voilà d'où vient « Vardzia » : de « Aq var dzia »[réf. souhaitée].

## Architecture

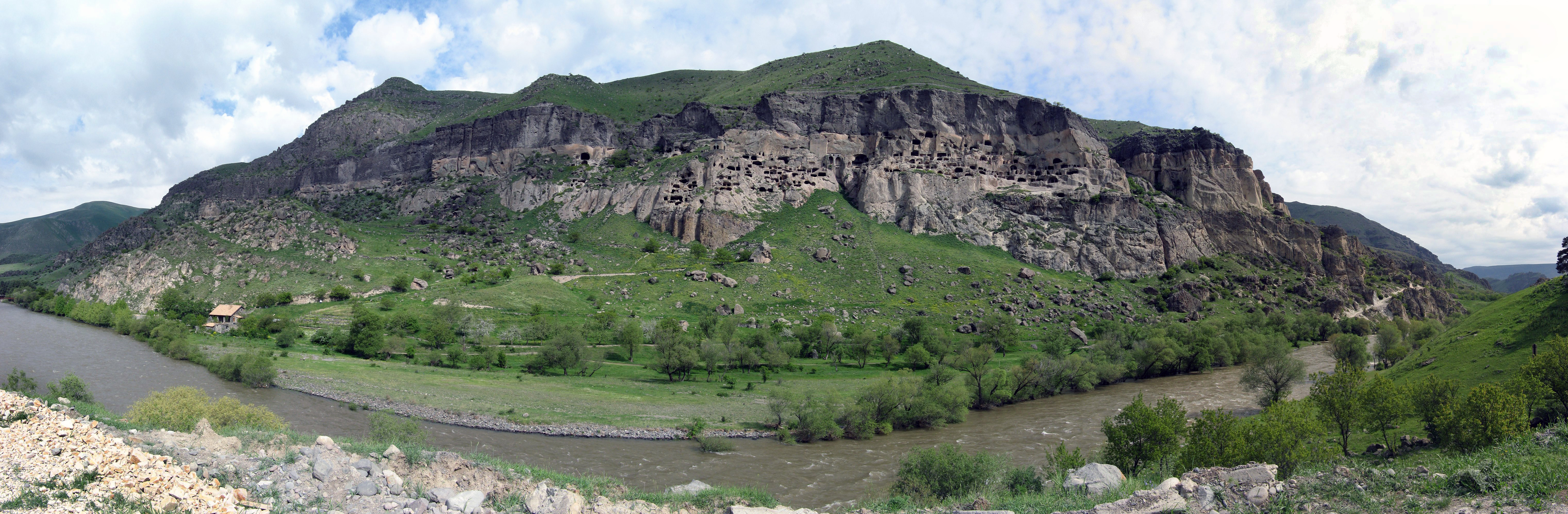
Vue panoramique des grottes-monastère de Vardzia.